# Allium luteolum
Allium luteolum là một loài thực vật có hoa trong họ Amaryllidaceae. Loài này được Halácsy mô tả khoa học đầu tiên năm 1904.